# Mostreig Determinístic (algorisme genètic)
Mètode de selecció proporcional a l'aptitud, proposat com a millora del mètode de Selecció de la ruleta
Similar al mètode de selecció sobrant estocàstic però requereix ordenació.